# Život uživo (album)
Život uživo je prvi koncertni album hrvatskog rock sastava Majke izdan 1997. godine. Snimljen je na koncertu u Domu sportova 25. travnja 1997.

## Pjesme
| Br. | Skladba                  | Trajanje |
| --- | ------------------------ | -------- |
| 1.  | »Odvedi me«              |          |
| 2.  | »Putujem«                |          |
| 3.  | »Oslobodi se«            |          |
| 4.  | »Slobodna kao nikada«    |          |
| 5.  | »Rođen u blatu«          |          |
| 6.  | »Izazivajmo nerede«      |          |
| 7.  | »Nije lako«              |          |
| 8.  | »Iz sve snage«           |          |
| 9.  | »Cigan«                  |          |
| 10. | »Budi ponosan«           |          |
| 11. | »Baretov blues«          |          |
| 12. | »Dobro se osjećam«       |          |
| 13. | »Sam«                    |          |
| 14. | »Vrijeme je da se krene« |          |

## Postava
- Goran Bare - vokal
- Čaka - bubnjevi
- Kruno Domaćinović - gitara
- Kilmister - bas-gitara
- Zoran Čalić - gitara
- Gost - Davor Rodik (pedal steel)
- Gost - Gojko Tomljanović (klavijature)